# Daromin
Daromin is een plaats in het Poolse district  Sandomierski, woiwodschap Święty Krzyż. De plaats maakt deel uit van de gemeente Wilczyce en telt 480 inwoners.